# Govinda (acteur)
Pour les articles homonymes, voir Govinda.
Govinda, de son vrai nom Govind Arun Ahuja, est un acteur indien né le 21 décembre 1963 à Thane[réf. nécessaire], très connu[réf. nécessaire] pour ses rôles de comédie et de danse.

## Biographie
Govinda a joué dans de nombreux films tels que Partner (2007) où il donne la réplique à Katrina Kaif, une étoile montante[réf. nécessaire]. Viennent ensuite ses interventions avec la jeune actrice Divya Bharti (1974-1983[réf. nécessaire]) dans, par exemple, le film Shola Aur Shabnam sorti en 1992. Il a également côtoyé des stars telles que Rani Mukherjee ou encore Salman Khan.
En tant que membre du Congrès national indien, il fut député de 2004 à 2009.